# 恩斯河 (艾施河支流)
49°29′00.46″N 10°22′34.25″E / 49.4834611°N 10.3761806°E
恩斯河是德國的河流，位於該國東南部，由巴伐利亞負責管轄，屬於艾施河的左支流，河道全長14.3公里，發源自阿爾特米爾河西南面約2公里。